# 索末菲环形山

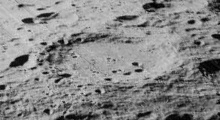
月球轨道器5号拍摄的另一幅西向斜视图

索末菲环形山（Sommerfeld）是月球背面北极区一座古老的大撞击坑，约形成于39.2-38.5亿年前的酒海纪，其名称取自德国理论物理学家暨数学家阿诺尔德·索末菲（1868年-1951年），1970年被国际天文学联合会批准接受。

## 描述
该陨坑的西北毗邻罗伯茨环形山、东北靠近柯克伍德环形山、斯特宾斯环形山位于它的东侧、东南和西南分别坐落了巨大的环壁平原-伯克霍夫环形山以及埃姆登环形山、它的南面则横亘了大小类似的罗兰环形山。该陨坑中心月面坐标为64°50′N 161°32′W / 64.83°N 161.54°W，直径150.9公里，深度3公里。
索末菲环形山属于典型的环壁平原类陨石坑，即被一圈环形山脉包围的平坦平原。外侧壁受侵蚀程度中等，内侧壁保留有一些已变缓和钝化的阶地状结构。环坑沿以及东南内壁覆盖有数座细小的撞击坑，一对相联的陨石坑（卫星坑索末菲 N）附靠在它的南侧外壁上。环形山坑壁高出周边地形约1830米，东侧内壁较其它部分略为宽阔，可能堆积有附近撞击坑的溅射物。坑内地表接近平整，可能已被沉积物抹平，沿东侧坑底散布了一些小陨石坑，中心点附近有一座低矮的小山丘。

## 卫星陨石坑
按惯例，最靠近南森环形山的卫星坑将在月图上以字母标注在它的中心点旁边.

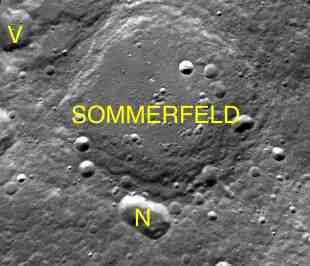
克莱门汀号拍摄的图像

| 索末菲 | 纬度    | 经度     | 直径    |
| ------ | ------- | -------- | ------- |
| N      | 62.3° N | 162.2° W | 39 公里 |
| V      | 66.9° N | 170.3° W | 32 公里 |

## 参引资料
1. 1 2 3  Lunar Impact Crater Database
2. ↑   (PDF).   [2016-11-18]. （原始内容存档 (PDF)于2013-02-20）.
3. ↑  .   [2016-11-18]. （原始内容存档于2019-12-05）.

## 另请参阅
- Andersson, L. E.; Whitaker, E. A. . NASA RP-1097. 1982.
- Blue, Jennifer. . USGS. July 25, 2007  [2007-08-05]. （原始内容存档于2019-12-13）.
- Bussey, B.; Spudis, P. . New York: Cambridge University Press. 2004. ISBN 978-0-521-81528-4.
- Cocks, Elijah E.; Cocks, Josiah C. . Tudor Publishers. 1995. ISBN 978-0-936389-27-1.
- McDowell, Jonathan. . Jonathan's Space Report. July 15, 2007  [2007-10-24]. （原始内容存档于2019-06-21）.
- Menzel, D. H.; Minnaert, M.; Levin, B.; Dollfus, A.; Bell, B. . Space Science Reviews. 1971, 12 (2): 136–186. Bibcode:1971SSRv...12..136M. doi:10.1007/BF00171763.
- Moore, Patrick. . Sterling Publishing Co. 2001. ISBN 978-0-304-35469-6.
- Price, Fred W. . Cambridge University Press. 1988. ISBN 978-0-521-33500-3.
- Rükl, Antonín. . Kalmbach Books. 1990. ISBN 978-0-913135-17-4.
- Webb, Rev. T. W.  6th revised. Dover. 1962. ISBN 978-0-486-20917-3.
- Whitaker, Ewen A. . Cambridge University Press. 1999. ISBN 978-0-521-62248-6.
- Wlasuk, Peter T. . Springer. 2000. ISBN 978-1-85233-193-1.